# Albert Richardson
Sir Albert Edward Richardson (Londra, 19 maggio 1880 – Ampthill, 3 febbraio 1964) è stato un architetto britannico.

## Biografia
Si è formato negli uffici di Leonard Stokes e Frank T. Verity, e nel 1906 creò il suo primo studio di architettura, in collaborazione con Charles Lovett Gill.
Ha scritto numerosi articoli per Architectural Review e l'indagine di London Houses 1660-1820: a Consideration of their Architecture and Detail (1911). L'anno successivo è stato nominato architetto del principe di Galles per una sua proprietà nel Ducato di Cornovaglia. Il suo enorme e monumentale architettura classica in Gran Bretagna e Irlanda (1914) lo consacrarono come uno studioso.
Nel suo lavoro è stato fortemente influenzato dalla nostalgia per l'artigianato dell'epoca tardo-georgiana e per il neoclassicismo di Sir John Soane in particolare. La sua profonda conoscenza e simpatia verso il design georgiano lo aiutò in numerose commissioni del dopoguerra per ripristinare edifici georgiani danneggiati dalle bombe. Ironia della sorte, molti dei suoi progetti - in particolare, Bracken House nel City di Londra - sono ora considerati pietre miliari classici del design del XX secolo.
È stato insignito della Royal Gold Medal for Architecture nel 1947 ed è stato eletto presidente della Royal Academy nel 1954.
Dal 1919 fino alla sua morte nel 1964, Richardson ha vissuto a Ampthill, in una residenza del XVIII secolo in cui ha inizialmente rifiutato di installare l'elettricità, anche se è stato poi convinto a cambiare idea da sua moglie, Elizabeth Byers (1882-1958), che aveva sposato nel 1904 e dalla quale ebbe una figlia.

### Opere
- London Houses from 1660 to 1820: a Consideration of their Architecture and Detail (1911)
- Monumental Classic: Architecture in Great Britain and Ireland (1914; ristampa 2001)
- Regional Architecture of the West of England. (1924)
- The Old Inns of England (1935; ristampa 1967)
- The Significance of the Fine Arts (Oxford: Clarendon Press, 1955)
- The Art of Architecture  (New York: Philosophical Library, 1956)